# El brazo
El brazo (The reach) es un cuento de terror de Stephen King publicado por primera vez en la revista Yankee en 1981 con el título ¿Cantan los muertos?. Fue incluido en su idioma original dentro de la antología de cuentos Skeleton Crew (Putnam, 1985) y en español forma parte del libro Historias fantásticas (Debolsillo, 1987).

## Argumento
Stella Flanders es una de las residentes más viejas de Goat Island. En toda su vida nunca ha cruzado "El brazo" (el cuerpo de agua que separa la isla del continente). Conforme su salud comienza a deteriorarse debido al cáncer, Stella empieza a ver a su difunto esposo en distintos lugares del pueblo. La visión le invita a que se anime a cruzar "El brazo", el cual se ha congelado debido a las bajas temperaturas y las tormentas de nieve.
Consciente de que su muerte se acerca, Stella se pone ropa abrigadora y decide cruzar a pie hacia el continente. Comienza a nevar mientras Stella aún está caminando y la tormenta hace que pierda su gorro y la orientación. Sin embargo, su esposo aparece en medio de la tormenta para ofrecerle su propio gorro mientras la acompaña en el camino. Poco a poco otros residentes muertos de Goat Island aparecen para acompañar a Stella mientras cantan.
Al siguiente día un grupo de búsqueda encuentra el cuerpo de Stella en tierra firme, sentado en una roca. Alden, el hijo de Stella, reconoce que su madre vestía el gorro de su padre. Posteriormente Alden se pregunta si, a veces, el viento lleva voces que cantan desde "El brazo" y también se pregunta si los muertos pueden amar a los vivos más allá de la tumba.

## Inspiración
Según Stephen King, la inspiración para el relato llegó por medio de su cuñado, Tommy, quien durante su servicio en la Guardia Costera conoció el caso de una mujer que vivió y murió en una pequeña isla de Maine, sin que jamás pisara el continente. La mujer tenía todo lo que necesitaba en la isla y no tuvo necesidad de cruzar el Brazo hasta el día que murió. El brazo fue el título original de la historia, pero King lo cambió por ¿Cantan los muertos? cuando fue publicado en la revista Yankee. El autor retomó el título original de la historia cuando apareció en la colección de cuentos Skeleton Crew.
En una entrevista para la televisión, King señaló que El brazo es una de sus historias preferidas porque «me recuerda a las personas que conocí cuando crecía en Maine».